# HMS Sheffield (C24)
A HMS Sheffield a Brit Királyi Haditengerészet Town osztályú könnyűcirkálója volt a második világháború alatt. Az első hajó volt, ami ezt a nevet viselte. Több nagy német hadihajó elsüllyesztésében is részt vett, és eközben megfordult az Északi-tengertől a Földközi-tengerig. Különleges hajó volt, ugyanis – az osztálybeli hajókkal ellentétben – rozsdamentes acélból készült; ennek az volt a célja, hogy a legénységnek ne kelljen annyit takarítania a hajót. Innen ered a beceneve, a "Shiny Sheff", azaz a "Ragyogó Sheff".

## Háborús szolgálat

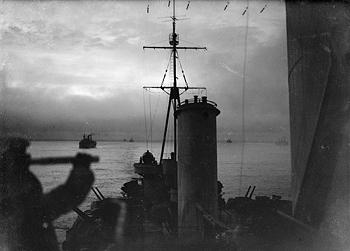
Kilátás a Sheffieldről, amint egy konvojt kísér a Jeges-tengeren. A háttérben láthatóak is a teherhajók. Az előtérben egy kémlelő éppen távcsővel figyeli a vizeket

A háború kitörésekor a Sheffield a 18. Cirkáló Század kötelékében szolgált, és főleg a Dánia-szorosban járőrözött, egészen 1940 áprilisáig, mikor részt vett a Norvégia megszállását megakadályozni próbáló szövetséges hadműveletekben; nem sokkal ezután invázióellenes feladatokat látott el a La Manche csatornában.
Augusztus 22-én csatlakozott a Gibraltáron állomásozó flottához, és főleg az Atlanti-óceánon és a Földközi-tengeren teljesített szolgálatot. Részt vett a Szardíniától délre, a Spartivento-foknál megvívott brit–olasz tengeri csatában és a "Fehér" hadműveletben is. 1941. február 9-én részt vett Genova ágyúzásában, majd a Máltára tartó konvojok biztosításában, illetve a megszállt Franciaországba tartó konvojok elleni hadműveletekben. Májusban részt vett a Bismarck elsüllyesztésében, de ő maga is alig úszta meg: bár hiába figyelmeztették a repülős egységeket, több torpedót és bombát is ledobtak a Sheffieldre, ami csak szerencsével és briliáns manőverezéssel tudta elkerülni, hogy a saját országának serege el ne süllyessze. A legénység véleménye az esetről valahogy nem került be a hivatalos jelentésekbe. Június 12-én megtalálta és elsüllyesztette a Bismarck egyik tankerhajóját, a Friedrich Breme-t. Októberben a HMS Kenya társaságában egy újabb német teherszállítót süllyesztett el; ezúttal a Kota Penang volt az áldozat. A Sheffield ezután visszatért a brit vizekre.

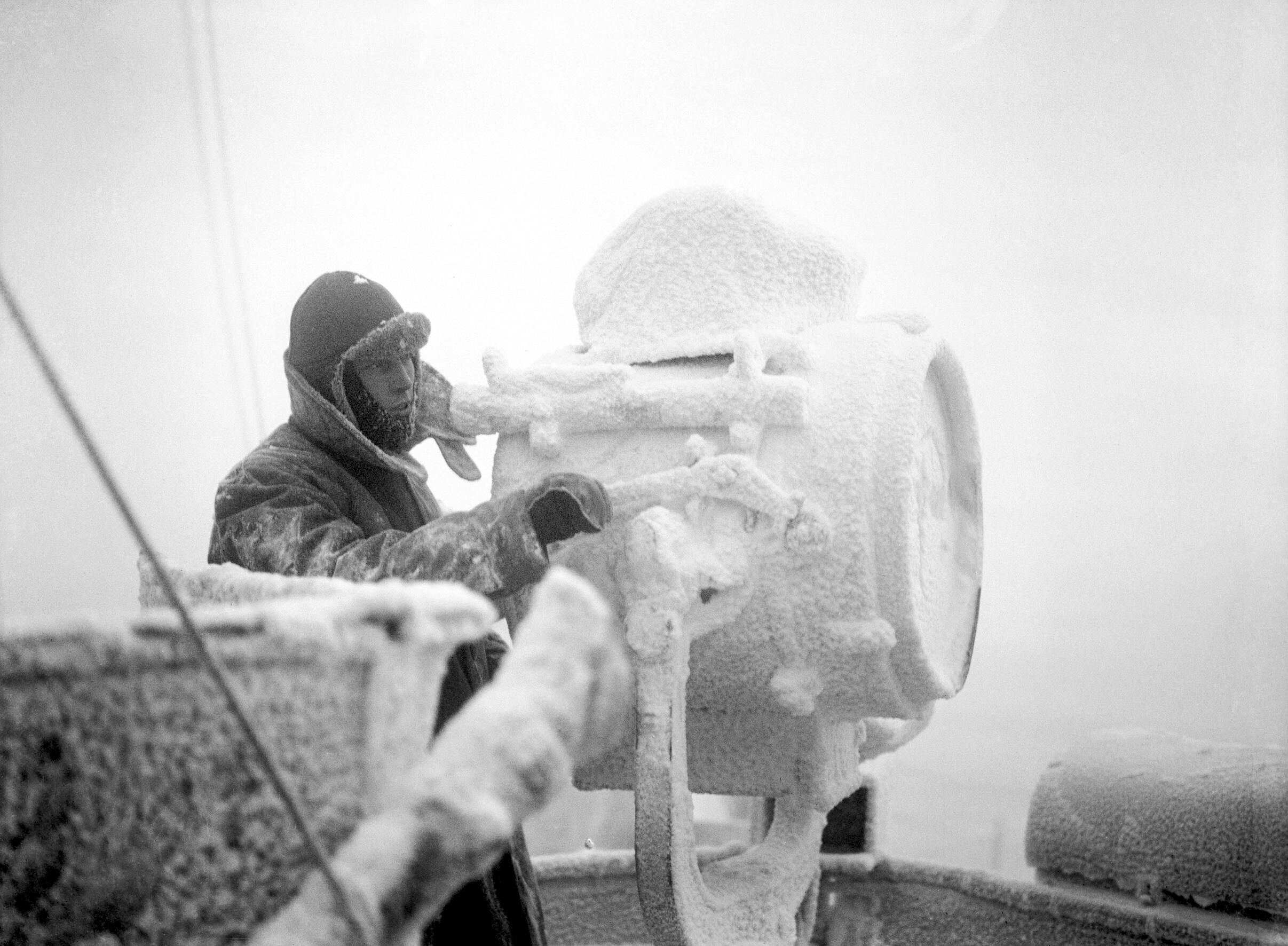
Egy eljegesedett 20"-es (50,8 cm) fényjelző berendezés a Sheffield fedélzetén; a Szovjetunióba tartó konvojok hajóin ez gyakori jelenség volt

Főleg a Jeges-tengeren a Szovjetunió felé tartó konvojokat kísérte. 1942. március 3-án a PQ–12-es konvoj kíséréséhez készült, mikor Izlandnál aknára futott. A sérüléseit egészen júliusig javították, és visszaállt konvojkísérőnek. Novemberben visszarendelték a Földközi-tengerre, hogy a brit partraszállást támogassa a Torch hadművelet keretében. Decemberben ismét a Szovjetunióba tartó konvojokat kísérte, valamint ő és a HMS Jamaica megalkotta az "R" Erőt, Robert Burnett ellentengernagy vezetésével. Éppen a JW51B konvojt kísérték, mikor német hadihajók támadtak rájuk. Az összeütközés folyamán, ami később a "Barents-tengeri csata" néven vált ismertté, a Sheffield súlyosan megrongálta az Admiral Hippert, a Friedrich Eckholt rombolót pedig elsüllyesztette.
1943 februárjában a Sheffield főleg a Vizcayai-öbölben tevékenykedett, majd júliusban és augusztusban a szövetséges partraszállást segítette Salernónál. Itt feladatainak befejeztével ismét visszatért az északi konvojok kíséretéhez, majd részt vett decemberben az északi-foki csatában, ahol sikerült elsüllyeszteni a Scharnhorstot, bár ő maga több találatot kapott, és egy ideig vissza is kellett vonulnia a harctól.
1944-ben a repülőgép-anyahajókat védő erő tagja volt, és passzívan részt vett a Tirpitz elleni támadássorozatban. Mivel ezek kis sikerrel jártak, a feladatot átadták a légierőnek. Hosszan tartó bostoni és angliai javítások miatt a háború további részében nem vett részt. Ekkor szerelték ki az "X" lövegét, és telepítettek a helyére 2 db 4x40 mm-es Bofors gépágyúcsoportot, légvédelmi célokból.

## A háború után
1946 májusában fejezték csak be a javítását. Ezután a Távol-Keleti Flotta tagja lett, de megfordult hazai vizekben és a Földközi-tengeren is. 1953-ban részt vett a II. Erzsébet megkoronázása keretében megrendezett flottaszemlén. Ismét a Távol-Keletre távozott, ahol 1954-ben a 8. Cirkáló Század zászlóshajója lett. Szintén 1954-ben ő játszotta a HMS Ajaxot a "Battle of the River Plate" (A River Plate-i csata) című filmben. 1959 januárjában letétbe helyezték, és a Vanguardot leváltva a Hazai Flotta zászlóshajója lett. 1964-ben kivonták a fenntartásból. 1969 január 9-én Rosythba szállították, hogy kiszereljék belőle a még használható berendezéseket. Szeptember 18-án érkezett meg Faslane-be, a Shipbreaking Industries bontójába. A hajó harangja, illetve a harci címere ma a sheffieldi katedrálisban nézhető meg.

## Fordítás
- Ez a szócikk részben vagy egészben  a   HMS Sheffield (C24) című angol Wikipédia-szócikk fordításán alapul.  Az eredeti cikk szerkesztőit annak laptörténete sorolja fel. Ez a jelzés csupán a megfogalmazás eredetét és a szerzői jogokat jelzi, nem szolgál a cikkben szereplő információk forrásmegjelöléseként.

## Külső hivatkozások
- HMS Sheffield (angol)
- Színes kép a Sheffieldről